# Tumidifemur
Tumidifemur is een geslacht van vliesvleugeligen uit de familie Trichogrammatidae. De wetenschappelijke naam van dit geslacht is voor het eerst geldig gepubliceerd in 1911 door Girault.

## Soorten
Het geslacht Tumidifemur omvat de volgende soorten:
- Tumidifemur pulchrum Girault, 1911
- Tumidifemur ramispinum Lin, 1994